# Општина Скорцоаса (Бузау)
Скорцоаса (рум. Scorţoasa) општина је у Румунији у округу Бузау.
Oпштина се налази на надморској висини од 221 m.